# Анфилоговы
Анфилоговы (в старину также Анпилоговы и Онпилоговы), русский дворянский род.
История старинного дворянского рода этой фамилии своё берёт начало от Василия Дмитриевича Анфилогова, «записанного по городу Орлу московского стола в десятках».
Губернским дворянским депутатским собранием род Анфилоговых был записан в VI часть дворянской родословной книги Курской губернии Российской империи и был утверждён Герольдией Правительствующего Сената в древнем (столбовом) дворянстве.